# Samuel Tefera
Samuel Tefera (23 ottobre 1999) è un mezzofondista etiope.

## Palmarès
| Anno | Manifestazione      | Sede       | Evento       | Risultato  | Prestazione | Note                  |
| ---- | ------------------- | ---------- | ------------ | ---------- | ----------- | --------------------- |
| 2017 | Mondiali            | Londra     | 1500 m piani | Batteria   | 3'46"22     |                       |
| 2018 | Mondiali indoor     | Birmingham | 1500 m piani | Oro        | 3'58"19     |                       |
| 2018 | Mondiali U20        | Tampere    | 1500 m piani | 5º         | 3'43"91     |                       |
| 2018 | Campionati africani | Asaba      | 1500 m piani | 10º        | 3'45"38     |                       |
| 2019 | Mondiali            | Doha       | 1500 m piani | Semifinale | dnf         |                       |
| 2021 | Giochi olimpici     | Tokyo      | 1500 m piani | Batteria   | 3'37"78     |                       |
| 2022 | Mondiali indoor     | Belgrado   | 1500 m piani | Oro        | 3'32"77     | Record dei campionati |
| 2022 | Mondiali            | Eugene     | 1500 m piani | Semifinale | 3'37"71     |                       |
| 2024 | Mondiali indoor     | Glasgow    | 1500 m piani | 7º         | 3'38"10     |                       |
| 2024 | Giochi olimpici     | Parigi     | 1500 m piani | Semifinale | 3'33"02     |                       |

## Campionati nazionali
2017
- Argento ai campionati etiopi, 1500 m piani - 3'38"3

2018
- Oro ai campionati etiopi, 1500 m piani - 3'36"1

## Altre competizioni internazionali
2018
- Argento al Prefontaine Classic ( Eugene), miglio - 3'51"26
- Argento allo Shanghai Golden Grand Prix ( Shanghai), 1500 m piani - 3'31"63
- Bronzo al Golden Gala Pietro Mennea ( Roma), 1500 m piani - 3'34"84

2019
- Vincitore del World Athletics Indoor Tour, 1500 m piani
- Oro ai London Anniversary Games ( Londra), 1 miglio - 3'49"45
- 9º al Memorial Van Damme ( Bruxelles), 1500 m piani - 3'35"64
- 5º al Bauhaus-Galan ( Stoccolma), 1500 m piani - 3'40"19
- 8º al Prefontaine Classic ( Eugene), miglio - 3'53"50

2021
- 7º all'Herculis ( Monaco), 1500 m piani - 3'30"71

2022
- Argento ai Bislett Games ( Oslo), 5000 m piani - 13'04"35
- Argento al Prefontaine Classic ( Eugene), 5000 m piani - 13'06"86

2023
- 12º al Golden Gala ( Firenze), 1500 m piani - 12'58"44
- 7º ai Bislett Games ( Oslo), 5000 m piani - 13'02"09
- 14º all'Herculis ( Monaco), 5000 m piani - 13'22"22

2024
- 12º ai Bislett Games ( Oslo), 5000 m piani - 12'55"78
- 11º al Doha Diamond League ( Doha), 1500 m piani - 3'35"58

2025
- 5º al Meeting de Paris ( Parigi), 5000 m piani - 12'53"34